# Варварівка (Олександрівська селищна громада)
Варва́рівка — село Олександрівської селищної громади Краматорського району Донецької області, Україна. У селі мешкає 333 людей.

### Бій під Варварівкою
1 травня 1921 року командування частина 2-го полку окремої Заволжской бригади отримали інформацію що на південь від Барвінкове з'явився загін повстанців невідомо це був місцевий загін або частина Революційно-Повстанської Армії України яка перебувала в рейді. Отехав від Барвінкове частини 2-го полку розділилися на дві групи одна розташувалася в селі Варварівка друга частина розташувалася в сусідньому селі Дмитро-Дар'ївці.
О другій годині дня красноармеци отримали інформацію що до Варварівці рухається повстанський загін чисельністю 150 бійців. Червоноармійці влаштували засідку в Варварівці підпустившись повстанців ближче красноармеци відкрили кулеметний і рушничний вогонь по противнику. Повстанці кинулися в атаку при цьому активно манівріровалі в цей час. В цей час друга частина полку виступили з Дмитро-Дар'ївка повстанці почали відступати втративши пару чоловік убитими. Також красноармеци захопили повстанський прапор яке розірвали на частини.
Після цього бою червоноармійський полк переслідував цей загін і в червні 1921 повністю його знищивши при цьому втративши 20 бійців убитими.